# Reserva índia de Fort Berthold
La reserva índia de Fort Berthold és una reserva índia dels Estats Units a l'oest de Dakota del Nord que és la llar de la tribu reconeguda federalment Nació Mandan, Hidatsa i Arikara, també coneguda com a Tres Tribus Afiliades. La reserva ocupa una petita part de les terres reservades originàriament per a les tribus pel Tractat de Fort Laramie de 1851, que els va destinar gairebé 12 milions d'acres (49.000 km²) a Dakota del Nord, Dakota del Sud, Montana i Wyoming.

## Creació
Fou creada definitivament pel govern dels Estats Units el 1870 i es troba als marges del riu Missouri als comtats de (en ordre descendent de terra de la reserva) McLean, Mountrail, Dunn, McKenzie,  Mercer i Ward. La reserva té 4.000 km², dels quals 1.853 km² són propietat dels amerindis, tant en parcel·les individuals com a terra comunal tribal. Les parcel·les foren assignades al tombant del segle XIX al XX quan el govern dels Estats Units va intentar que els amerindis adoptessin patrons de possessió de la terra euroamericans. La tribu va retenir algunes possessions comunals i s'ha resistit a continuar assignant parcel·les individuals des de la seva reorganització el 1930. El McLean National Wildlife Refuge es troba dins dels seus límits.
La reserva va rebre el nom d'una fortificació de l'Exèrcit dels Estats Units, Fort Berthold, situada al marge septentrional del riu Missouri unes vint milles riu avall (sud-est) de la boca del riu Little Missouri.

## Població
La població de la reserva era de 3.776, amb un total de 8.400 membres registrats de les tribus. L'atur estava en el 42%. El cens de 2000 va mostrar una població de 5.915 persones que viuen en una superfície de 3.415,923 km²

## El Garrison Dam
La creació del Garrison Dam i Llac Sakakawea va augmentar la proporció de la superfície d'aigua a la reserva, que ascendeix a 683,182 km², una sisena part de la superfície de la reserva. El llac i la inundació de les terres tribals van destruir gran part de l'economia de les tres tribus afiliades, anteriorment basada en l'agricultura i la ramaderia en el fèrtil fons del riu. Durant 50 anys el desplaçament dels agricultors de Fort Berthold pel llac s'ha traduït en un deteriorament significatiu de les condicions de salut com ara la diabetis i l'obesitat.

## Comunitats
- Four Bears Village (arikara: neetuhčipiriínu [neetUhčipiriíNU])[6] (hidatsa: Awadihiraash)[7]
- Mandaree (hidatsa: awadibahcihesh)[7]
- New Town (arikara: neetuhčipiriínu [neetUhčipiriíNU])[6] (hidatsa: Awadihiraash)[7]
- Parshall (hidatsa: dibiarugareesh)[7]
- Twin Buttes (hidatsa: cuuk gaamaaʔuush)[7]
- White Shield (arikara: nahtasuutaaká [NAhtAsuutaaká],[6] hidatsa: maanaagi iixodagish)[7]
- Sanish